# Liste der Kulturdenkmäler in Kirschroth
In der Liste der Kulturdenkmäler in Kirschroth sind alle Kulturdenkmäler der rheinland-pfälzischen Ortsgemeinde Kirschroth aufgeführt. Grundlage ist die Denkmalliste des Landes Rheinland-Pfalz (Stand: 2. August 2023).

## Einzeldenkmäler
| Bezeichnung         | Lage                     | Baujahr                     | Beschreibung                                                                                         | Bild            |
| ------------------- | ------------------------ | --------------------------- | --- | --------------- |
| Evangelische Kirche | Kirchstraße Lage         | Mitte des 19. Jahrhunderts  | spätklassizistischer Saalbau, Rotsandsteinquader, Mitte des 19. Jahrhunderts                         | Fotos hochladen |
| Wohnhaus            | Limbacher Weg 4 Lage     | Anfang des 19. Jahrhunderts | Fachwerkhaus, teilweise massiv, Anfang des 19. Jahrhunderts                                          | BW              |
| Hofanlage           | Merxheimer Straße 3 Lage | 1834                        | Hofanlage; Fachwerkhaus mit Stall und Fruchtspeicher, bezeichnet 1834, Schuppen mit Fachwerkspeicher | BW              |